# Atractodes gillettei
Atractodes gillettei là một loài tò vò trong họ Ichneumonidae.